# 教育科學研究
『敎育科學研究』（きょういくかがくけんきゅう）は教育学雑誌。敎育科學研究會が発行した不定期発行誌。同会の機関誌。1939年（昭和14年）に発刊された。なお、同時期に同研究会の機関誌『教育』も並行して刊行され続けていた。発刊当初より留岡清男が会の幹事長資格において編集作業を管理し編集兼発行者を務め、山田清人が編集実務を担当した。本誌中に会員1,000名獲得を目標として明示した。会員の治安維持法違反容疑による教科研事件の発生ののち1941年（昭和16年）に廃刊された。全17号刊行。

## 成立の経緯
教育科学研究会は、1939年（昭和14年）8月4日から8日まで、法政大学を会場として、第1回教育科学研究協議会を開催した。後援は、教育科学同志会と岩波書店『教育』編集部。この頃、教育科学研究会の機構整備が行われ、城戸幡太郎が会長に留岡清男が幹事長に就任した。このあと、9月20日に『敎育科學研究』創刊。教育科学研究会の成立より前から参加者の活動と岩波書店『教育』の刊行活動は並行して行われていたが、『教育』の実質的体裁は商業誌であったため、その内容を会の活動事項が独占することもなく、また、会の機関誌として公言することもできないことから、会の組織活動が活発になって、地方の支部との連絡や、新しい支部をつくるときの手がかりにするために創刊された。

## 内容
創刊号には、第1回教育科学研究協議会直後の本部情勢と各地からの第一報を掲載した。当初は16ページ仕立てであったが、のちに32ページに変わった。地方会員との連絡、交流の内容が主で、運動上の方針とか、論説のようなものも載せたりした。大東亜戦争開戦後の時代にとられた興亜政策において、文部省が主導した新教育政策樹立運動の中の科学振興策が科学的企画性に乏しいことを批判して、同研究会の教育科学運動の研究内容を補完的に提供することを企図した。岩波書店発行の雑誌『教育』の刊行とともに会の活動が進展し、特に教育に関する研究調査活動の重要性を標榜する行為が、科学的企画性の根拠として主張された。会員による大政翼賛運動への参加とともに国策としての教育改革への会の活動成果の還元が常に問われ、総ページ数の少ない機関誌としての『敎育科學研究』の記事の内容を定めることとなった。